# Gerard Maristany i Campmany
Gerard Maristany i Campmany   (Badalona, 16 d'abril de 1812 - Badalona, 23 de març de 1870) va ser un pilot d'altura i polític català que va ser alcalde de Badalona dues vegades, primer entre 1852 i 1854, i després entre 1865 i 1868.

## Biografia
Va néixer a Badalona el 16 d'abril de 1812, fill dels badalonins Joan Maristany i Teixidó, mariner de professió, i de Francesca Campmany i Garriga. En l'àmbit personal, es va casar amb Joana Viñas i Renom. La parella va residir al carrer de Sant Joan i no va tenir fills.
Continuador de la tradició marinera familiar, va ser pilot d'altura, i també apareix citat com a capità de buc. Segons M. Abras, era propietari d'un llagut que transportava garrofes fins a Vinaròs. No obstant això, és possible que tingués altres vaixells i que la seva activitat comercial fos més important. Entre d'altres, es dedicà al comerç de vi, activitat que li va suposar més d'un enfrontament amb els productors vinícoles de Badalona.
Considerat un polític d'altura, va participar en la política municipal badalonina en l'òrbita del Partit Moderat. Va ser regidor de l'Ajuntament de 1844 a 1845, i de 1856 a 1857. Va assolir el càrrec d'alcalde dues vegades: primer entre 1852 i 1854, durant la dècada moderada; i després de 1865 a 1868, essent el darrer alcalde abans de la revolució de 1868, que va significar l'exili d'Isabel II i l'inici del sexenni democràtic. Tenia una personalitat autoritària, durant el seu mandat va realitzar moltes millores a la ciutat, especialment de tipus urbanístic, com és el cas de l'alineació dels carrers i la instal·lació de l'enllumenat. El 1868 es va oposar amb gran resistència a abandonar el càrrec d'alcalde.
Malalt els darrers anys de la seva vida, va morir el 23 de març de 1870. Segons Jaume Solà i Seriol, els seus enemics polítics, que eren molts, quan va morir se'n burlaven i feien escarni durant el seu seguici fúnebre. Fins i tot en passar per davant de la casa consistorial, des del balcó feren befa.